# Harold et Maude
Harold et Maude è una commedia originariamente scritta da Colin Higgins per un progetto della UCLA film school. La pièce è tratta dall'omonimo film di Hal Ashby. In seguito Higgins realizzò l'adattamento teatrale della stessa, così che la commedia venne recitata attraverso i vari teatri canadesi ed europei del 1980. Tra il 1980-81 la rappresentazione, diretta da Bobby Lewis, approdò a Broadway. Nel 2018 va in scena al Charing Cross Theatre di Londra, diretta da Thom Southerland e con Sheila Hancock nel ruolo di Maude.

La commedia, dopo la morte di Colin Higgins, venne riprodotta da una nuova compagnia teatrale fondata nel 1986 da Viola Léger, per quale fu la sua prima produzione. Nel cast della compagnia spiccava l'attore canadese Roy Dupuis che interpretò in questa commedia uno dei suoi primi ruoli appaganti dopo quattro anni di studi alla National Theatre School in Canada. La commedia, adattata da Jean-Claude Carrière, venne recitata per circa 50 volte nei vari teatri della costa orientale canadese del 1986.